# SpVgg 1919 Eisleben
SpVgg 1919 Eisleben was een Duitse voetbalclub uit Eisleben, Saksen-Anhalt.

## Geschiedenis
De club werd in 1919 opgericht en sloot zich aan bij de Midden-Duitse voetbalbond en ging in de Kyffhäuserse competitie, die op dat moment als tweede klasse fungeerde onder de Kreisliga Saale. In 1922 werd de club tweede achter BSC 1907 Sangerhausen. Het volgende seizoen werd de club slechts zevende. Na dit seizoen werd de Kreisliga ontbonden en werd de Kyffhäuserse competitie als Gauliga heropgewaardeerd tot hoogste klasse. Doordat geen enkele club in de Kreisliga speelde promoveerden bijna alle clubs naar de hoogste klasse, zo ook SpVgg.
De club speelde in de schaduw van stadsrivaal VfB 1909 en behaalde in 1926 het beste resultaat met een derde plaats. In 1933 werd de Gauliga ingevoerd als nieuwe hoogste klasse in het Derde Rijk. De talloze competities van de Midden-Duitse bond werden opgedoekt en vervangen door de Gauliga Sachsen en Gauliga Mitte. De clubs werden echter te zwak bevonden voor de hoogste klasse en voor de Bezirksklasse Halle-Merseburg plaatsten zich enkel de top twee. Als zevende in de stand bleef de club in de Kyffhäuserse competitie, die als Kreisklasse nu de derde klasse werd. De volgende jaren slaagde de club er ook niet meer in te promoveren. 
Na de Tweede Wereldoorlog werden alle Duitse voetbalclubs ontbonden. SpVgg werd niet meer heropgericht.